# Le Marigot
Le Marigot é uma comuna francesa no departamento ultramarino da Martinica. Estende-se por uma área de 21.63 km², e possui 3.156 habitantes, segundo o censo de 2018, com uma densidade de 150 hab/km².